# 新擬物設計
新擬物設計（英語：Neumorphism），或譯新擬態風格，是图形用户界面中的一种设计风格。新擬物設計，通常以柔和轻盈的外观為特徵 ，有時也稱為「軟UI」（英語：Soft UI），其中的元素彷彿从背景中突出或嵌入，而不是漂浮在背景之上。 新擬物設計常被認為介於拟物设计和扁平化设计之间。

## 历史
2019年，Jason Kelly發明新擬物設計（英語：Neumorphism）一詞，是結合新/復興（英語：neo）和拟物设计（英語：skeuomorphism）的混合词，强调拟物設計的準复兴。 许多新擬物設計设计概念可以追溯到Alexander Plyuto。Plyuto为一银行应用程序创建了一个模型，展示了新擬物設計的各种元素。Plyuto將作品发布至Dribbble，浏览量很快飙升至3000 次。 
2020年11月12日，苹果发布macOS Big Sur。此次更新包括突出体现新擬物設計风格的图形设计，如图示設計與使用半透明效果。 

## 特点和目標
新擬物設計，是種极简主义，外观柔和轻盈，通常使用低对比度的柔和色彩。元素通常与背景颜色相同，仅通过元素周围的阴影和高光来区分，使得元素看起来彷彿是从背景中“突出”，或者「嵌入」。 
新擬物設計折衷了拟物设计和扁平化设计。更具体地说，新擬物設計的目标是看起来似乎很擬真，但同时仍干净并坚持极简主义。 